# (2282) Andrés Bello
(2282) Andrés Bello, désignation internationale (2282) Andres Bello, est un astéroïde de la ceinture principale.

## Description
(2282) Andrés Bello est un astéroïde de la ceinture principale. Il fut découvert le 22 mars 1974 à Cerro El Roble par Carlos Torres. Il présente une orbite caractérisée par un demi-grand axe de 2,20 UA, une excentricité de 0,08 et une inclinaison de 5,0° par rapport à l'écliptique.

## Compléments